# Puerco con arroz
El puerco con arroz es una comida tradicional de la ciudad de Chiapa de Corzo. Es consumida en los días especiales de la Fiesta de Enero de Chiapa de Corzo; después de la pepita con tasajo, es la segunda comida de importancia en la tradicional Fiesta de Enero.
El puerco con arroz se hace a base de carne de puerco, arroz, achiote, especias y aceite. Por lo regular esta comida es hecha para consumirse en las festividad de San Sebastián y se consume el día 20 de enero y en la festividad de San Antonio Abad y se consume el día 17 de enero. Es el platillo que disfrutan los parachicos y chiapanecas en la mesa servida por el prioste, quien es el encargado de resguardar durante un año a algún santo en su domicilio, ya sea San Antonio Abad o San Sebastián. 